# Ric Reid
Pour les articles homonymes, voir Reid.
Richard "Ric" Reid, né le 20 novembre 1969 à Auckland,, est un coureur cycliste néo-zélandais.

## Biographie
En 1990, Ric Reid se distingue chez les amateurs français en remportant la course Paris-Auxerre, sous les couleurs de l'AC Bourg. La même année, il s'impose sur le Circuit de la vallée de la Loire. Il poursuit ensuite la compétition en Nouvelle-Zélande et au niveau international. Il participe au championnat du monde amateurs en 1991, où il se classe cinquante-et-unième. 
Lors de la saison 1994, il gagne le Tour de Wellington mais également deux étapes du Tour de Saxe, qu'il termine à la deuxième place du classement général. Il représente son pays aux Jeux du Commonwealth, où il prend la seizième place de la course en ligne. L'année suivante, il triomphe sur la première édition du championnat d'Océanie. Il obtient aussi de nouvelles victoires au Grand Prix de Buxerolles et sur une étape de la Commonwealth Bank Classic. 
En 1996, il devient champion de Nouvelle-Zélande sur route. Il ajoute à son palmarès une nouvelle édition du Tour de Wellington et une autre étape de la Commonwealth Bank Classic. Avec la sélection néo-zélandaise, il réalise deux podiums sur des étapes du Tour de Langkawi. Il est également sélectionné pour les Jeux olympiques d'Atlanta. Au milieu de plusieurs cyclistes professionnels, il finit soixante-sixième de la course en ligne. 

## Palmarès
- 1987
  -  Champion de Nouvelle-Zélande sur route juniors
- 1990
  - Circuit de la vallée de la Loire
  - Grand Prix de la Libération (La Rochelle)
  - Paris-Auxerre
- 1994
  - Tour de Wellington
  - 1re et 3e étapes du Tour de Saxe
  - 5e étape de la Colonial Classic
  - 2e du Tour de Saxe
  - 3e du championnat de Nouvelle-Zélande sur route
- 1995
  -  Champion d'Océanie sur route
  - Grand Prix de Buxerolles
  - 4e étape de la Commonwealth Bank Classic
- 1996
  -  Champion de Nouvelle-Zélande sur route
  - 6e étape de la Commonwealth Bank Classic
  - Tour de Wellington
- 1999
  -  Médaillé d'argent du championnat d'Océanie sur route